# 유엔군 참전의 날
유엔군 참전의 날은 한국 전쟁 당시 대한민국의 영토와 공산화 저지, 대한민국의 민주주의를 수호한 국군과 유엔군 참전 용사의 희생과 공헌을 기리는 대한민국의 기념일이다.
매년 7월 27일, 국군과 유엔 참전용사의 희생에 감사하고 공헌을 기리는 정부차원의 기념행사를 개최한다.

## 지정 배경
한국 전쟁 정전협정일인 1953년 7월 27일을 '유엔군 참전의 날'로 지정하는 "참전유공자예우 및 단체설립에 관한 법률"(법률 제11946호)가 2013년 7월 26일 공포되면서 국가기념일로 지정되었고, 국가보훈부 주관으로 매년 정부기념행사를 거행하게 되었다.
그리고 "참전유공자예우 및 단체설립에 관한 법률"이 개정되면서 "유엔참전용사의 명예선양 등에 관한 법률"(법률 제17117호)이 2020년 3월 24일에 제정되고, 이 법률이 2020년 9월 25일부터 시행되면서 2021년에 대한민국의 기념일로 재지정되었다.

## 기념일 취지
기념일 제정의 취지는 대한민국이 오늘날의 기적적인 경제발전과 성숙한 민주화를 이룰 수 있도록 토대를 마련해준 UN참전용사와 UN참전국의 희생과 공헌에 감사하고, 동맹국과의 우호협력을 강화하며, 전후세대에게 동맹국에 대한 올바른 역사인식을 재정립하는 계기를 마련함에 있다.

## 같이 보기
- 유엔참전용사 국제추모의 날
- 한국전 참전용사의 날
- 조국해방전쟁 승리 기념일